# UNIX/32V
UNIX/32V, appelé également 32/V ou 32V, était l'une des premières versions du système d'exploitation UNIX des laboratoires Bell, publiée en juin 1979. 32V était un port direct d'UNIX version 7 pour PDP-11 à son successeur, le VAX.
UNIX/32V ne pouvait pas exploiter les fonctionnalités de mémoire virtuelle paginée offertes par le VAX, mais seulement un système de swap similaire à celui d'UNIX version 7. Un système de gestion de la mémoire virtuelle fut rajouté à l'université de Californie à Berkeley par Bill Joy et quelques autres élèves pour qu'il supporte Franz Lisp ; cette version devint 3BSD. Une implémentation indépendante de la mémoire virtuelle fut par ailleurs faite à l'UNIX Support Group d'AT&T pour UNIX System III, sorti en 1982. La popularité de deux des successeurs de 32V, 4BSD et UNIX System V, fait de lui un antécédent de presque tous les systèmes UNIX actuels.